# Agustín Aristarán
Agustín Aristarán (Bahía Blanca, 15 de septiembre de 1983), conocido artísticamente como Radagast y posteriormente como Soy Rada, es un actor, comediante y  mago argentino. En 2024, luego de haber desarrollado más de veinte años de carrera con su nombre artístico fue intimado por los poseedores de los derechos de El Señor de los anillos a no seguir utilizando el nombre Radagast. Es ganador de un premio Estrella de Mar al mejor espectáculo de humor, un premio ACE en la misma categoría y tres veces ganador del premio Hugo como revelación y mejor actuación protagónica masculina. Ha ganado dos veces el  premio Martín Fierro Digital y ha sido nominado al premio Martín Fierro de Teatro.

## Carrera profesional
Agustín Aristarán nació y se crio en Bahía Blanca el 15 de septiembre de 1983. Desde niño tuvo vocación por la magia y el espectáculo, llegando a realizar presentaciones callejeras y en eventos familiares. 
En 2002, a los 19 años, Aristarán decidió radicarse en Buenos Aires. Comenzó a realizar espectáculos combinando la magia con habilidades musicales, humor y el stand up. Su primer trabajo importante lo tuvo con el humorista Jorge Guinzburg, quien lo contrató para trabajar junto a él en el programa Mañanas informales, donde permaneció hasta el 2006.
En 2006 nació su hija Bianca, a quien incluiría en sus espectáculos desde chica. Ese año comienza a viajar a realizar shows en otros países. En 2009 fue contratado para participar en el festival de magia más importante de España. el Magialdia.
En julio de 2010 festeja sus 15 años de carrera con el show Un elefante en moto, en el Teatro Municipal de Bahía Blanca a sala llena. En octubre fue contratado por Caracol Televisión, cadena de Colombia, para participar en el Festival internacional del humor.
En 2016 alcanzó la popularidad en las redes sociales, con los videos de comedia que grabó con su hija Bianca y su pareja, la actriz y comediante Fernanda Metilli. Ese año, fue contratado por Telefe para realizar en televisión el programa web Soy Rada Show, con personajes como Esnerto Sarrasqueta ("el único mentalista que sigue vivo") y Cristóbal Joropo ("el latino más latino de todos"),Santi Maratea, Lito el Pollo, o rutinas como "la corneta" y "el baile de la bisagra", entre otros números. 
En agosto de 2022, realizó el espectáculo Revuelto en el mítico estadio cubierto Luna Park, agotando las entradas. El show fue también presentado en Mar del Plata, ganando el premio Estrella de Mar al mejor espectáculo de humor y el premio ACE 2023, en la misma categoría.
En 2023, interpretó a Tronchatoro en el musical Matilda, junto a su hija Bianca y su novia Fernanda Metilli y en 2024 tuvo papeles protagónicos con gran éxito en School of Rock, como Dewey Finn. Sus actuaciones le valieron en ambos años el premio Hugo a mejor actuación protagónica masculina, que había obtenido por primera vez en 2019, como revelación.
Aristarán es reconocido por su capacidad para generar contenidos en las redes sociales, donde hacia 2024 contaba con una comunidad de más de dos millones de seguidores.
Actualmente se encuentra realizando Chanta en el  Teatro Metropolitan, escrito por Mariano Cohn y Gastón Duprat junto a Juan José Becerra y la dirección de Marcelo Caballero. El espectáculo, de carácter unipersonal, combina ironía, crítica social y una puesta en escena considerada innovadora dentro del teatro argentino contemporáneo. A lo largo de la obra, Aristarán interpreta a Julio Ballesteros, construyendo un relato que exploró temáticas sociales a través de un enfoque humorístico y reflexivo.

## Filmografía

### Cine
| Año  | Título                 | Papel       | Notas               |
| ---- | ---------------------- | ----------- | ------------------- |
| 2016 | En el lugar equivocado | Pablo Ariel | Cortometraje        |
| 2018 | Re loca                | Alejandro   |                     |
| 2019 | El rey león            | Kamari      | Doblaje de voz      |
| 2019 | Los adoptantes         | Gonzalo     |                     |
| 2023 | Una película de gira   | Él mismo    | Película documental |

### Televisión
| Año       | Título                      | Papel         | Notas                                       | Medio                    |
| --------- | --------------------------- | ------------- | ------------------------------------------- | ------------------------ |
| 2005-2008 | Mañanas informales          | Radagast      | Humor                                       | El Trece                 |
| 2016      | Loco por vos                | Rodrigo       | Episodio: «La vuelta a casa»                | Telefe                   |
| 2017      | ¿En qué mano está?          | Radagast      | Humor                                       | Telefe                   |
| 2017-2019 | La culpa es de Colón        | Él mismo      | Temporada 3                                 | Comedy Central Argentina |
| 2018-2021 | Radahouse                   | Radagast      | 33 capítulos                                | YouTube                  |
| 2018      | Agustín Aristarán: Soy Rada | Él mismo      | 60 minutos                                  | Especial de Netflix      |
| 2019      | Atrapa a un ladrón          | De La Garza   | Episodios: «Flashback», «Como dos extraños» | Paramount                |
| 2021-2022 | Match Game                  | Conductor     | 100 capítulos                               | El Trece                 |
| 2021      | Soy Rada: Serendipia        | Radagast      | 69 minutos                                  | Especial de Netflix      |
| 2023      | El reino                    | Lautaro       | Temporada 2                                 | Netflix                  |
| 2023-2024 | Chueco                      | Chueco        | 25 capítulos                                | Disney+                  |
| 2024      | Cris Miró (Ella)            | Sergio Vargas | 8 capítulos                                 | TNT                      |

### Web
| Año       | Título        | Papel     | Plataforma |
| --------- | ------------- | --------- | ---------- |
| 2016-2017 | Soy Rada Show | Conductor | mitelefe   |
| 2019-2021 | Radahouse     | Conductor | Flow       |

## Teatro
| Año       | Título                                | Papel              | Lugar                                                               |
| --------- | ------------------------------------- | ------------------ | ------------------------------------------------------------------- |
| 2000-2002 | Vacaciones mágicas                    | Radagast           | Teatro Rossini                                                      |
| 2003      | Humor como por arte de magia          | Radagast           | Teatro Funke                                                        |
| 2003-2004 | El mago Radagast contra los marcianos | Radagast           | Teatro Don Bosco                                                    |
| 2005      | Aguante el circo                      | Radagast           | Teatro del Acuario                                                  |
| 2006      | Vacaciones con mala onda              | Radagast           | Teatro Broadway                                                     |
| 2007      | Embrujo                               | Radagast           | Bar Mágico                                                          |
| 2008      | Ajaparapapapepo                       | Radagast           | Auditorio Padre Manyanet                                            |
| 2008-2009 | Tremendos                             | Radagast           | Gira internacional                                                  |
| 2010-2011 | Un elefante en moto                   | Radagast           | Teatro Municipal de Bahía Blanca                                    |
| 2012      | Basta de elefantes                    | Radagast           | Gira internacional                                                  |
| 2013      | Radagast contra los delfines          | Radagast           | Teatro Maipo                                                        |
| 2014      | Into The World                        | Radagast           | Sala Siranush                                                       |
| 2015-2018 | Radagast                              | Radagast           | Teatro Helios / Teatro Roxy Radio City / Multiteatro / Teatro Altas |
| 2017      | Sin explicación                       | Radagast           | Teatro Timbre 4                                                     |
| 2018-2019 | Radagast & The Colibriquis            | Radagast           | Teatro Gran Rex / Auditorium                                        |
| 2018-2019 | Serendipia                            | Él mismo           | Teatro Metropolitan / Teatro Gran Plaza                             |
| 2019      | Aladín, será genial                   | Gran Visir         | Teatro Gran Rex                                                     |
| 2020      | Capuca                                | Radagast           | Teatriz                                                             |
| 2020      | En casa-miento                        | Hernán             | Teatro Nün                                                          |
| 2023      | Revuelto                              | Radagast           | Teatro Lido                                                         |
| 2023      | Soy Rada                              | Radagast           | Teatro Maipo                                                        |
| 2023-2024 | Matilda, el musical                   | Agatha Tronchatoro | Teatro Gran Rex                                                     |
| 2024      | School of Rock                        | Dewey Finn         | Teatro Gran Rex                                                     |
| 2025      | Chanta                                | Julio Ballesteros  | Teatro Metropolitan                                                 |

## Premios y nominaciones
| Año  | Organización                    | Categoría                                       | Trabajo                                  | Resultado | Ref(s) |
| ---- | ------------------------------- | ----------------------------------------------- | ---------------------------------------- | --------- | ------ |
| 2018 | Premios Martín Fierro de Cable  | Labor humorística                               | La culpa es de Colón (Argentina)         | Nominado  | [ 13 ] |
| 2018 | Premios Martín Fierro Digital   | Mejor contenido humorístico                     | Él mismo                                 | Ganador   | [ 14 ] |
| 2019 | Premios Martín Fierro Digital   | Mejor producción en YouTube                     | Radahouse                                | Ganador   | [ 15 ] |
| 2019 | Premios Hugo                    | Revelación masculina                            | Serendipia                               | Ganador   | [ 16 ] |
| 2021 | Premios Carlos                  | Mejor unipersonal                               | Serendipia                               | Ganador   | [ 17 ] |
| 2021 | Premios Carlos                  | Revelación de la temporada                      | Él mismo                                 | Nominado  | [ 17 ] |
| 2022 | Premios Produ                   | Mejor presentador de TV - Programa no guionado  | Radahouse                                | Nominado  | [ 18 ] |
| 2023 | Premios Estrella de Mar         | Humor                                           | Revuelto: un mega espectáculo de comedia | Ganador   | [ 19 ] |
| 2023 | Premios ACE                     | Espectáculo de humor                            | Revuelto, la despedida                   | Ganador   | [ 20 ] |
| 2023 | Premios Hugo                    | Mejor actuación protagónica masculina           | Matilda                                  | Ganador   | [ 21 ] |
| 2024 | Premios Hugo                    | Mejor actuación protagónica masculina           | School of Rock                           | Ganador   | [ 22 ] |
| 2024 | Premios Martín Fierro Digital   | Mejor contenido de entretenimiento en Instagram | Famosos con más interacción en redes     | Ganador   | [ 23 ] |
| 2025 | Premios Martín Fierro de Teatro | Mejor actor protagónico comercial               | Matilda / School of Rock                 | Nominado  | [ 24 ] |